# Henry Danby Seymour
Henry Danby Seymour (1er juillet 1820 - 4 août 1877)  est un  homme politique britannique du Parti libéral. 

## Biographie
Il est le fils aîné d'Henry Seymour (1776-1849) et de son épouse Jane Hopkinson. Alfred Seymour est son frère. Membre du Parti libéral, il siège comme député de Poole de 1850 à 1868 et est co-secrétaire du Board of Control, l'organisme qui supervise les activités de la Compagnie des Indes orientales, de 1855 jusqu'à la dissolution de la société en 1858. En novembre 1876, il est élu au London School Board . 
Henry gravit le mont Ararat en 1846 et écrit deux ouvrages topographiques, la Russie sur la mer Noire et la mer d'Azof et Caravan Voyages and Wanderings en Perse, en Afghanistan, au Turkestan et au Beloochistan. 
En 1856, Henry fait don de fragments de la tombe de Sobekhotep, Thèbes, au British Museum, et est co-auteur de A History of Egypt Under the Pharaohs. 
Henry réunit une grande collection de tableaux de maîtres anciens, entre autres un portrait d'Albrecht Dürer d'une femme paysanne (maintenant au British Museum), et le triptyque attribué à Goossen van der Weyden intitulé Sainte Catherine et les philosophes (maintenant à la National Gallery, Londres) . Il possède également un meuble agrémenté de panneaux en laque japonaise et de montures en bronze doré attribué à Adam Weisweiller et livré à Louis XVI à Versailles en 1784. Henry a prêté le cabinet au Victoria and Albert Museum un an avant sa mort en 1877 . 
Il ne s'est pas marié et est décédé sans descendance. 